# PGC 1399011
LEDA/PGC 1399011 ist eine Galaxie mit aktivem Galaxienkern im Sternbild Jungfrau auf der Ekliptik. Sie ist schätzungsweise 1,1 Milliarden Lichtjahre von der Milchstraße entfernt. Im selben Himmelsareal befinden sich u. a. die Galaxien NGC 5171, NGC 5176, NGC 5177, NGC 5179.